# Artabotrys gracilis
Artabotrys gracilis este o specie de plante angiosperme din genul Artabotrys, familia Annonaceae, descrisă de George King. Conform Catalogue of Life specia Artabotrys gracilis nu are subspecii cunoscute.